# Малер (округ, Орегон)
Шаблон:StateAbbr_ 43°13′ пн. ш. 117°38′ зх. д. / 43.21° пн. ш. 117.63° зх. д.
Округ  Малер (англ. Malheur County) — округ (графство) у штаті  Орегон, США. Ідентифікатор округу 41045.

## Історія
Округ утворений 1887 року.

## Демографія
За даними перепису 
2000 року 
загальне населення округу становило 31615 осіб, зокрема міського населення було 18864, а сільського — 12751.
Серед мешканців округу чоловіків було 16976, а жінок — 14639. В окрузі було 10221 домогосподарство, 7346 родин, які мешкали в 11233 будинках.
Середній розмір родини становив 3,28.
Віковий розподіл населення поданий у таблиці:
| Стать    | До 15 років | 15-21 | 22-29 | 30-39 | 40-49 | 50-65 | 65-85 | Понад 85 |
| -------- | ----------- | ----- | ----- | ----- | ----- | ----- | ----- | -------- |
| Чоловіки | 3669        | 1901  | 2092  | 2608  | 2494  | 2326  | 1699  | 187      |
| Жінки    | 3580        | 1558  | 1303  | 1755  | 1886  | 2122  | 2026  | 409      |

## Суміжні округи
- Бейкер — північ
- Вашингтон, Айдахо — північний схід
- Пайєтт, Айдахо — схід
- Каньйон, Айдахо — схід
- Овайгі, Айдахо — схід
- Гумбольдт, Невада — південь
- Гарні — захід
- Грант — північний захід

## Виноски
1. ↑  Gaston J., Himes G. H. The centennial history of Oregon, 1811-1912 — С. 461.
2. ↑  U.S. Decennial Census. United States Census Bureau. Архів оригіналу за 4 квітня 2018. Процитовано 26 лютого 2015.
3. ↑  Historical Census Browser. University of Virginia Library. Архів оригіналу за 11 серпня 2012. Процитовано 26 лютого 2015.
4. ↑  Forstall, Richard L., ред. (27 березня 1995). Population of Counties by Decennial Census: 1900 to 1990. United States Census Bureau. Архів оригіналу за 19 лютого 2015. Процитовано 26 лютого 2015.
5. ↑  Census 2000 PHC-T-4. Ranking Tables for Counties: 1990 and 2000 (PDF). United States Census Bureau. 2 квітня 2001. Архів оригіналу (PDF) за 18 грудня 2014. Процитовано 26 лютого 2015.
6. ↑  State & County QuickFacts. United States Census Bureau. Архів оригіналу за 20 червня 2011. Процитовано 15 листопада 2013.(англ.) Наведено за англійською вікіпедією.
7. ↑  American FactFinder. Бюро перепису населення США. Архів оригіналу за 26 лютого 2012. Процитовано 31 січня 2008.

| США | Це незавершена стаття з географії США. Ви можете допомогти проєкту, виправивши або дописавши її. |